# Les Casseurs de mondes
Les Casseurs de mondes (titre original : The World Wreckers) est un roman du Cycle de Ténébreuse, écrit par Marion Zimmer Bradley, publié en 1971.